# 大阪シティドーム
株式会社大阪シティドーム（おおさかシティドーム、Osaka City Dome Co., Ltd.）は、大阪府大阪市西区に本社を置き、多目的ドーム施設『大阪ドーム（京セラドーム大阪）』および劇場・コンサートホール『オリックス劇場』の運営を行う企業である。
第三セクターとして設立されたが、会社更生法の適用を経て、現在はオリックス不動産の持分法適用会社である。

## 概要・歴史
1988年、日本初の多目的ドーム施設である東京ドームが開場して以来、大阪市にも多目的ドーム施設の建設を求める声が地元政財界で強まっていた。市はこれを受けて1990年、多目的ドーム建設検討委員会を設置し、1年余の審議を経て建設に向けて本格的に始動。ドームの運営法人として1992年1月、大阪市を筆頭株主とする第三セクター・株式会社大阪シティドームが設立された。設立の際には市の他に関西電力、大阪瓦斯、近畿日本鉄道、松下電器産業（現パナソニック）、阪神電気鉄道、ダイキン工業、西日本電信電話（NTT西日本）などの民間企業も出資して経営に参画している。こうして1994年、西区の大阪ガス岩崎町工場跡地(1964年に廃止)でドームの建設事業が開始され、1997年3月に開場。以来プロ野球・大阪近鉄バファローズが本拠地（専用球場）とし、2005年に近鉄とオリックス・ブルーウェーブが経営統合しオリックス・バファローズとなってからも引き続き本拠地としている。また阪神タイガースも年間数試合、主催公式戦を開催している。
しかし、建設費の償還費用を運営の黒字で賄うことができず、年間経常赤字が毎年15億円前後と経営状態は年々悪化。2004年11月1日、シティドーム社は債権放棄を求める特定調停を大阪地方裁判所に申請したが不調に終わり、2005年10月7日に会社更生法の適用を申請し、10月31日から更生手続が開始された。そして2006年2月16日、管財人の浦田和栄弁護士は大阪ドームの施設と営業権を売却するため入札を実施。最低入札価格は100億円に設定された。応札した企業はMKグループの大阪エムケイ1社のみで、入札価格は100億円であった。MKグループ創業者の青木定雄は、前述のオリックスと近鉄の球団統合問題に端を発したプロ野球再編問題を受けて2005年、大阪ドームを本拠地とする市民球団構想を提唱しており、共同出資者を募って大阪ドームを買い取り、数年後に構想を実現させる計画を公表していた。だが2006年2月22日、管財人は「大阪エムケイの応札内容は不確実性が高い」として、落札は不適格と判断した。管財人はドーム施設の公共性の高さなどから市に対して買い取りを要請。市が拒否すれば、最低入札価格を引き下げて再度入札を行うことにした。また、市も関西の経済界関係者に支援を要請したものの、大阪商工会議所が前向きな姿勢を示した一方で、関西経済連合会は市が大阪ドームに施設命名権を導入し、京セラへ売却したことを挙げ「命名権よりも、ドームそのものの運営の行方が重要なのではないか」として難色を示すなど、事態は一時混迷を極めた。
その後市と管財人、バファローズのオーナー企業であるオリックスが協議を進めた結果、オリックスがドームの施設を「不動産」として買収し、5年後に大阪市に無償譲渡を行うことで合意。さらにシティドーム社の経営もオリックスが主体となって引き継ぐことになり、これに基づいて立案された更生計画案も7月31日に大阪地方裁判所から認可された。具体的には、オリックスへの経営権譲渡にあたってシティドーム社が100%減資した上で、オリックス子会社のオリックス・リアルエステート（現オリックス不動産）に対して第三者割当増資により5億円分の増資を行い、さらに大阪に本社を置く企業などから出資を募り、シティドーム社を事実上の新会社として発足させるという手法が取られ、これにより大阪シティドームは同年9月1日に再発足した。株式はオリックス不動産が全株式の90%を、他に関西電力、大阪ガス、近畿日本鉄道、ダイキン工業、NTT西日本の5社が各々2%ずつ計10%を保有している（出資金は各社1,000万円ずつ合計5,000万円）。こうして経営体制が再整備され、シティドーム社の会社更生手続は2007年1月に終結した。
なお、更生計画では管財人の責務として「大阪市民を中心に、広く支援のシステムを実現させること」が定められていたことから、シティドーム社とは別に、ドームの施設活用や利用促進、イベントの企画・運営事業などを通じてドームの支援を図る非営利組織「有限責任中間法人 ドームの会」が2008年3月14日、元管財人の浦田らとシティドーム社の出資企業によって設立された。なお、同年12月1日に「一般社団法人及び一般財団法人に関する法律」及び「一般社団法人及び一般財団法人に関する法律及び公益法社団法人及び公益財団法人の認定等に関する法律の施行に伴う関係法律の整備等に関する法律」が施行され、中間法人法が廃止されたのに伴い、2009年7月28日の定時総会において法人の改組が決定し、名称を「一般社団法人ドームの会」に変更した。

## オリックス劇場（旧大阪厚生年金会館）の運営
2004年頃に年金福祉施設等への公的年金流用問題が明るみに出る中、年金・健康保険福祉施設整理機構に移管された旧大阪厚生年金会館を親会社であるオリックス不動産が、2009年10月に同機構が実施した競争入札に於いて落札・取得した《その後2010年3月末を以て同会館は閉館》。
その際、行政側からホール機能の維持を義務づけられたことを受け、2011年6月17日、大ホールのみ改修の上存続させると共に名称を「オリックス劇場」に改め、更にその運営をシティドーム社に担わせることを表明した
2012年3月22日の報道公開を経て、同年4月8日にオープンしている。